# Dardarina
Dardarina là một chi bướm ngày thuộc họ Bướm nâu.